# Lambdina calidaria
Lambdina calidaria är en fjärilsart som beskrevs av Dyar 1914. Lambdina calidaria ingår i släktet Lambdina och familjen mätare. Inga underarter finns listade i Catalogue of Life.